# روجرز للاتصالات
روجرز كوميونيكيشنز إنك هي شركة اتصالات وإعلام كندية. وهي تعمل بشكل أساسي في مجالات الاتصالات اللاسلكية ، والتلفزيون الكبلي ، والاتصالات الهاتفية ، والاتصال بالإنترنت ، مع أصول إضافية كبيرة في مجال الاتصالات ووسائل الإعلام. يقع مقر روجرز في تورنتو ، أونتاريو.  تعود أصول الشركة إلى عام 1960 ، عندما اشترى تيد روجرز وشريكه محطة إذاعية CHFI-FM ؛ [5] ثم أصبحوا مالكين جزئيًا لمجموعة أسست محطة تلفزيون CFTO. 
المنافس الرئيسي لروجرز هي شركة بيل كندا ، التي تمتلك محفظة واسعة مماثلة من أصول وسائل الإعلام الإذاعية والتلفزيونية ، فضلاً عن خدمات التوزيع اللاسلكي والتلفزيون والهاتف ، لا سيما في شرق ووسط كندا. غالبًا ما يُنظر إلى الشركتين على أنهما يحتكران خدمات الاتصالات في منطقتهما ، وتمتلك كلتا الشركتين حصة في مابل ليف للرياضة والترفيه . ومع ذلك ، يتنافس روجرز أيضًا على المستوى الوطني مع شركة تيلوس للخدمات اللاسلكية ، وبشكل غير مباشر مع شركة شاو للإتصالات للخدمة التلفزيونية.